# Regime di fornitura dei farmaci in Italia
Il regime di fornitura (o dispensazione) dei farmaci consiste nella modalità in cui un farmaco viene venduto al pubblico. In Italia esistono i seguenti regimi di dispensazione:
- Medicinali senza obbligo di ricetta: a loro volta suddivisi in 
  - medicinali non soggetti a prescrizione medica o SOP (senza obbligo di prescrizione)
  - medicinale di automedicazione o OTC (dall'inglese Over The Counter ovvero "sopra il banco")
- Ricetta ripetibile (RR): in questo caso è riportata sulla confezione l'indicazione «Da vendersi dietro presentazione di ricetta medica.»
- Ricetta non ripetibile (RNR): sulla confezione è riportata la scritta «Da vendersi dietro presentazione di ricetta medica da rinnovare volta per volta.»
- Ricetta con prescrizione limitativa (RL)
- Ricetta ministeriale a ricalco (RMR)

## Ricetta ripetibile
I medicinali soggetti all'obbligo di ricetta medica ripetibile presentano queste caratteristiche:
- possono presentare un pericolo, direttamente o indirettamente, anche in condizioni normali di utilizzazione, se sono usati senza controllo medico.
- sono utilizzati spesso, e in larghissima misura, in modo non corretto e, di conseguenza, con rischio di un pericolo diretto o indiretto per la salute.
- contengono sostanze o preparazioni di sostanze la cui attività o le cui reazioni avverse richiedono ulteriori indagini.

La ripetibilità è ammessa, salvo diversa indicazione del medico prescrivente, per un periodo non superiore a 6 mesi dalla data di compilazione della ricetta e comunque per non più di dieci volte.
L'espressione "diversa indicazione del medico prescrivente" va interpretata nel senso che il medico può indicare una ripetibilità per un numero di mesi non superiore a 6, mentre il numero delle confezioni erogabili potrà essere inferiore o pari a dieci, ma mai superiore a tale limite.
A ogni vendita il farmacista deve timbrare la ricetta con il timbro della farmacia, annotare il prezzo praticato e la data della dispensazione; la ricetta va restituita al cliente.
Se la prescrizione contiene un numero di confezioni superiore all'unità la ricetta non è più ripetibile; è possibile la consegna frazionata in caso di indisponibilità dell'intera quantità di prodotto prescritto o su richiesta del cliente. In questo caso si annoterà sulla ricetta il numero delle confezioni consegnate, il prezzo e la data e si restituirà la ricetta al cliente affinché questi possa completare l'acquisto anche presso un'altra farmacia entro il termine di sei mesi in cui la ricetta mantiene la propria validità.
Sono considerate ricette ripetibili anche quelle che consentono la dispensazione, da parte del farmacista, di sostanze stupefacenti soggette al D.P.R. n. 309/90 iscritte in tabella 2, sez. II E (fra cui benzodiazepine orali, preparazioni a base di zaleplon, zolpidem e zopiclone e alcuni dosaggi di formulazioni orali a base di codeina), ma in questo caso la ripetibilità è limitata a tre confezioni, e la validità a trenta giorni.

## Ricetta non ripetibile
I medicinali che possono determinare, con l'uso continuato, stati tossici o possono comportare rischi particolarmente elevati per la salute sono soggetti a prescrizione medica da rinnovare volta per volta.
La ricetta ha validità limitata a 30 giorni escluso quello del rilascio se vengono prescritte specialità o medicinali galenici preconfezionati uso umano; ha validità di 3 mesi se si tratta di una preparazione galenica magistrale contenente sostanze iscritte nella Tabella 5 della Farmacopea Ufficiale.
La ricetta non ripetibile deve obbligatoriamente riportare a stampa o mediante un timbro la chiara identificazione del medico prescrittore e dell'eventuale struttura da cui questi dipende.
Il medico deve indicare sulla ricetta:
- forma farmaceutica
- dosaggio (se ne esiste più di uno)
- numero di unità per confezione (se ne esiste più di una)
- numero di confezioni totali
- la data e firma

In nessun caso il medico può rendere ripetibile una ricetta da rinnovare volta per volta; eventuali diciture apposte sulla ricetta (ad.es. "ricetta ripetibile") non hanno alcun valore.
È possibile la fornitura frazionata da parte della stessa farmacia in caso di indisponibilità dell'intero quantitativo di prodotto prescritto.
La ricetta deve obbligatoriamente essere ritirata dal farmacista che deve conservarla in originale per sei mesi; sulla ricetta il farmacista deve riportare il prezzo e la data di dispensazione. Dopo tale termine il farmacista deve provvedere alla distruzione della ricetta con modalità tali che impediscano la diffusione dei dati personali del paziente.

## La ricetta con prescrizione limitativa (RL)
I medicinali soggetti a ricetta medica limitativa sono quelli la cui prescrizione o la cui utilizzazione è limitata a taluni medici o a taluni ambienti. Comprendono 3 categorie:
- medicinali utilizzabili esclusivamente in ambiente ospedaliero: Sono quei medicinali che, per le caratteristiche farmacologiche, o per innovatività, per modalità di somministrazione o per altri motivi di tutela della salute pubblica, non possono essere utilizzati in condizioni di sufficiente sicurezza al di fuori di strutture ospedaliere. Tenuto conto delle caratteristiche dei medicinali, l'AIFA può stabilire che l'uso di questi medicinali è limitato a taluni centri ospedalieri o è ammesso anche nelle strutture di ricovero a carattere privato. Questi medicinali devono recare sull'imballaggio esterno o, in mancanza di questo, sul confezionamento primario le frasi «Uso riservato agli ospedali. Vietata la vendita al pubblico». Questi medicinali sono forniti dai produttori e dai grossisti direttamente alle strutture autorizzate a impiegarli o agli enti da cui queste dipendono.
- medicinali vendibili al pubblico su prescrizione di centri ospedalieri o di specialisti: Sono i medicinali che, sebbene utilizzabili anche in trattamenti domiciliari, richiedono che la diagnosi sia effettuata in ambienti ospedalieri o in centri che dispongono di mezzi di diagnosi adeguati, o che la diagnosi stessa e, eventualmente, il controllo in corso di trattamento sono riservati allo specialista. Questi medicinali devono recare sull'imballaggio esterno o, in mancanza di questo, sul confezionamento primario, dopo le frasi «Da vendersi dietro presentazione di ricetta medica», o «Da vendersi dietro presentazione di ricetta medica utilizzabile una sola volta», la specificazione del tipo di struttura o di specialista autorizzato alla prescrizione.
- medicinali utilizzabili esclusivamente dallo specialista in ambulatorio: Sono i medicinali che, per loro caratteristiche farmacologiche e modalità di impiego, sono destinati ad essere utilizzati direttamente dallo specialista durante la visita ambulatoriale. Lo specialista può utilizzare uno di questi medicinali presso il domicilio del paziente, soltanto se la somministrazione dello stesso non necessita di particolari attrezzature ambulatoriali. Sull'imballaggio esterno o, in mancanza di questo, sul confezionamento primario devono essere riportate le frasi: «Uso riservato a...», con specificazione dello specialista autorizzato all'impiego del medicinale, e «Vietata la vendita al pubblico».

## Ricetta Ministeriale a Ricalco (RMR)
I farmaci della tabella V, sezione A, compresi i farmaci dell'Allegato III bis, in attesa del nuovo ricettario autocopiante, devono essere prescritti mediante ricetta ministeriale a ricalco.
Questa ricetta vale 30 giorni in modo da evitare che il paziente, già gravato per la malattia, debba tornare dal medico; questa validità temporale, però, si ha solo se i farmaci sono prescritti per la terapia del dolore grave (da tumore, degenerazione).
La redazione della RMR è diversa a seconda del regime: a ricalco in duplice copia se spedita in regime privato; a ricalco in triplice copia se il medicinale è concedibile nel Sistema Sanitario Nazionale.
Il medico deve riportare con mezzo indelebile sulla ricetta:
- Nome e cognome del paziente
- Dose, posologia e modo di somministrazione
- Un solo medicinale per una terapia di massimi 30 giorni.
- Domicilio e numero di telefono professionale del medico
- Data
- Timbro personale del medico prescrittore
- Firma (leggibile) del medico prescrittore

Il farmacista deve dispensare il medicinale e ha l'obbligo di:
- Verificare la regolarità della ricetta
- Apporre sulla ricetta gli estremi di un documento dell'acquirente (maggiorenne)
- Data di spedizione della ricetta
- Prezzo praticato
- Timbro

### Validità
La validità di questa ricetta è così definita:
- Farmaci dell’allegato III-bis: 2 farmaci o 2 confezioni, fino a 30 giorni di terapia.
- Tabella dei medicinali, sezione A: 1 solo farmaco, fino a 30 giorni di terapia.

## Distribuzione diretta e per conto
La distribuzione diretta e distribuzione per conto (DPC) sono due modalità di erogazione per la somministrazione a domicilio dei medicinali  a carico del SSN o normalmente dispensati dalle strutture sanitarie, in modalità di consegna diretta agli assistiti oppure di ritiro presso farmacie territoriali pubbliche o private, nell'ambito di specifici accordi conclusi col SSN.
L'AIFA ha definito un elenco dei farmaci del Prontuario ospedale-territorio (PHT) dispensabili mediante la distribuzione per conto nelle farmacie pubbliche e private italiane, recepita nei sistemi sanitari di alcune Regioni. Oltre al vantaggio di una sanità "a chilometro zero" per i cittadini, il sistema tenderebbe ad un controllo più efficace della spesa farmaceutica, attraverso il monitoraggio informatizzato in tempo reale delle giacenze, e la centralizzazione degli acquisti e del magazzino a livello regionale.